# El vampir (1819)

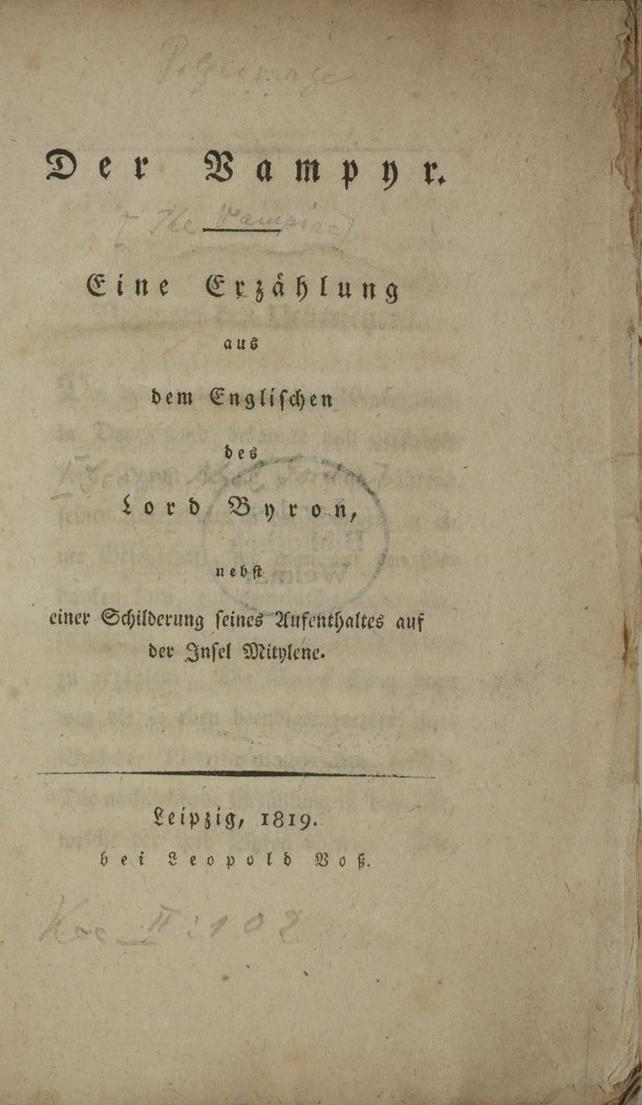
Edició alemanya de 1819

El vampir (The Vampyre) és un relat escrit per John William Polidori, el creador del gènere del vampir romàntic. L'escrigué a Ginebra en les famoses i tempestuoses nits del 16 al 19 de juny de 1816.

## Argument
Aubrey, un jove anglés, coneix a lord Ruthven, un home d'origen misteriós que ha entrat en l'alta societat londinenca. Aubrey acompanya Ruthven a Roma, però l'abandona després que Ruthven sedueix la filla d'un conegut. Aubrey viatja a Grècia, on se sent atret per Ianthe, la filla d'un hostaler. Ianthe li parla a Aubrey sobre la llegenda del vampir. Ruthven arriba a l'escena i poc després Ianthe és assassinada per un vampir. Aubrey no connecta Ruthven amb l'assassinat i es torna a juntar amb ell en els seus viatges. El duo és atacat per bandits i Ruthven és ferit de mort. Abans de morir, Ruthven fa que Aubrey jure que no parlarà de la seua mort ni de qualsevol altra cosa relacionada amb ell durant un any i un dia.
Aubrey torna a Londres i se sorprén quan Ruthven hi apareix poc després, sa i estalvi. Ruthven li recorda a Aubrey el seu jurament de mantenir la seua mort en secret. Ruthven llavors comença a seduir la germana d'Aubrey. Aquest, incapaç de protegir-la, té una crisi nerviosa. Ruthven i la germana d'Aubrey decideixen casar-se el dia en què acaba el jurament d'Aubrey. Just abans de morir, Aubrey escriu una carta a la seua germana revelant-li el secret de Ruthven, però la carta no arriba a temps i Ruthven aconsegueix casar-se amb la germana d'Aubrey. En la nit de noces, la descobreixen morta, desagnada; i Ruthven ha desaparegut.
El relat exposa la força que té el fet que la gent comuna no crega en vampirs; lord Ruthven s'aprofita d'aquesta situació per cometre els seus actes sanguinaris. Una altra de les armes de Ruthven és la seua gran capacitat de seducció i la seua efectivitat mortal, que destaca en el cruel final del relat.

## Creació
L'obra sorgí a la Vil·la Diodati, on es trobava Polidori amb Lord Byron, Percy Shelley, Mary Shelley, i la germanastra d'aquesta, Claire Clairmont. La Vil·la Diodati era considerada per Mary Shelley com un lloc culturalment sagrat, on havien estat escriptors com John Milton, Rousseau i Voltaire. La nit del 16 o el 17 es posaren a llegir Phantasmagoriana, que contenia llegendes alemanyes de fantasmes, i acordaren escriure cadascú una història de terror; però els únics que acabaren el repte foren Mary Shelley, que ideà l'argument de Frankenstein, i Polidori el seu relat El vampir. A més, en les mateixes nits a Vil·la Diodati, Byron esbossà el seu relat inacabat L'enterrament, que explica la primera part d'El vampir, a més d'ampliar el tercer cant de Les peregrinacions de Childe Harold.

## Publicació i autoria
La narració es publicà l'1 d'abril de 1819 en The New Monthly Magazine, però fou presentada com «una història de Lord Byron», perquè el nom del vampir de l'obra era lord Ruthven, el mateix nom del protagonista de la novel·la Glenarvon, de Caroline Lamb, que estava basat en Byron. A més, l'estimada grega d'Aubrey, protagonista d'El vampir, es deia Ianthe, que era el sobrenom que usava Byron per a referir-se a Lady Charlotte Harley en dedicar-li els dos primers cants de Les peregrinacions de Childe Harold. També l'autor s'havia inspirat en la vida de Byron. Es diu que Polidori descarregà en el relat tot l'odi que sentia per Byron, que en la vida real tenia guardat de manera inconscient. Byron representaria el vampir psíquic que absorbia la persona de l'autor del relat.

## Dades de l'obra
El vampir també té algunes semblances amb l'obra de Goethe La núvia de Corint, però en versió femenina.
Polidori transformà el personatge del vampir del folklore en una personalitat reconeguda, en aquest cas aristocràtica, com és lord Ruthven.
Per crear l'obra, es documentà en un llibre d'Augustin Calmet (1672–1757), Tractat sobre els vampirs.
El relat causà gran impacte en la societat de l'època, i se'n feren moltes edicions i traduccions. Fins i tot es feren diverses versions del mateix personatge, atribuïdes falsament a Charles Nodier, tot i que aquest autor va fer una obra teatral basada en el vampir de Polidori. Aquesta obra teatral s'estrenà al 1820 en l'English Opera House de Londres i en el Theatre Royal de Dublín. Posteriorment es publicà La núvia de les illes, un relat on es reunien les idees de Byron de Fragment of a Novel, en què Polidori s'havia inspirat per al seu vampir, i els canvis realitzats per Nodier. Aquest relat era obra de James Robinson Planché, antiquari i heraldista britànic que compongué 176 peces teatrals.
La narració de Polidori influí molt en la literatura posterior dedicada al tema amb la figura de lord Ruthven, que serviria d'inspiració a moltes novel·les i relats de vampirs, com Carmilla, del 1872, de Sheridan Le Fanu, El vampir (1851) d'Alexandre Dumas (autor també de La dama pàl·lida i que s'inspirà en la figura de lord Ruthven per a la novel·la El comte de Montecristo) i Berenice d'Edgar Allan Poe, igual que influí en Gógol i Tolstoi (La família del Vurdalak) i, sobretot, en Dràcula de Bram Stoker.
A més, ja al segle xx, també influí en el cinema: en moltes pel·lícules de vampirs, el protagonista sol ser un personatge aristocràtic, seductor, amb grans possessions com castells i palaus, i amb poders sobrenaturals, igual que el vampir de Polidori.
La narració de Polidori inspirà també músics com Heinrich Märschner, que compongué l'òpera Der Vampyr el 1827.